# Könnern
Könnern är en stad i östra Tyskland i förbundslandet Sachsen-Anhalt, i distriktet Salzlandkreis. Staden ligger invid motorvägen A14.
|               |
| Könnern, 2017 |

|                              |
| Järnvägsstationen i Könnern. |